# Lafūt
Lafūt (persiska: Lafūt-e Bālā, لفوت) är en ort i Iran.   Den ligger i provinsen Gilan, i den norra delen av landet, 220 km nordväst om huvudstaden Teheran. Antalet invånare är 357.
Terrängen runt Lafūt är mycket platt. Runt Lafūt är det ganska tätbefolkat, med 230 invånare per kvadratkilometer. Närmaste större samhälle är Āstāneh-ye Ashrafīyeh, 6,2 km sydost om Lafūt. Trakten runt Lafūt består till största delen av jordbruksmark.